# Aertgen Claesz. van Leyden

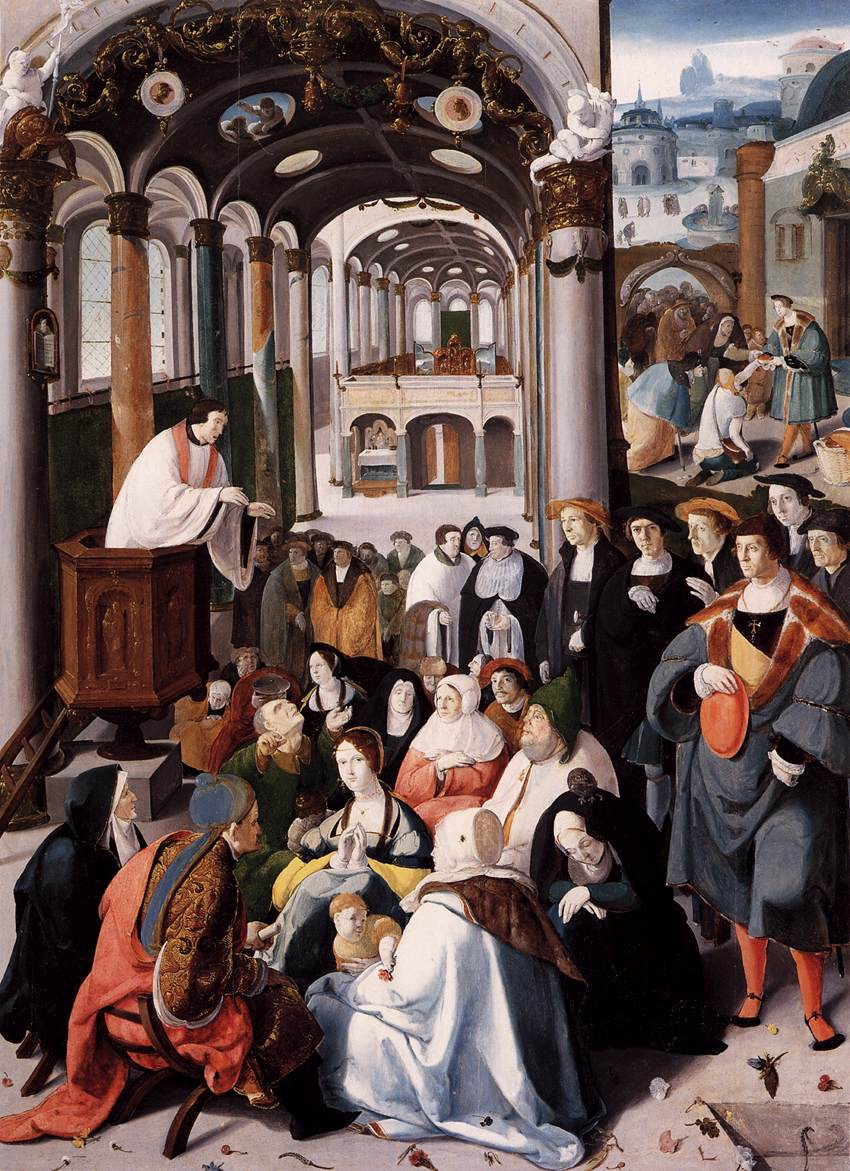
La vocación de san Antonio, ca. 1530, óleo sobre tabla, 132,5 x 96,3cm, Ámsterdam, Rijksmuseum.

Aertgen Claesz. van Leyden, también llamado Aertgen van Leyden o Aert van Leyden (Leiden, ca., 1498 - 1564) fue un dibujante, diseñador de vidrieras y pintor renacentista neerlandés.
Hijo de un tejedor, en 1516 se le encuentra documentado como discípulo de Cornelis Engebrechtsz. De 1521 a 1564 aparece mencionado como pintor en los registros de Leiden. Según Karel van Mander, además de pintar al óleo, proporcionó centenares de dibujos para vidrieras. Murió accidentalmente en 1564, ahogado en el canal de Leiden. 
Las primeras obras atribuidas a Aertgen van Leyden demuestran la influencia de su maestro, matizada en obras posteriores por el conocimiento de la pintura de los manieristas Jan van Scorel, Lucas van Leyden, Frans Floris y Maarten van Heemskerck. También recibió la influencia de Hans Baldung Grien, a quien pudo conocer en un viaje a Alemania hecho posiblemente antes de 1530. Esa diversidad de influencias y cambios de estilo han hecho que resulte difícil reconocer sus obras, que con frecuencia han sido atribuidas a otros autores. Solo el descubrimiento -a finales de la década de 1960- del Tríptico del Juicio Final del Museo de Bellas Artes de Valenciennes, pintado en 1555 para la familia Montfoort, ha permitido reconstruir su estilo, aunque tentativamente, y asignarle un reducido número de obras, entre las que cabe mencionar la conocida como el Sermón o La vocación de san Antonio del Rijksmuseum de Ámsterdam, y el Retrato de un donante del Museo Thyssen-Bornemisza, posiblemente fragmento de Las tentaciones de San Antonio del Musée Royaux des Beaux-Arts de Bruselas.